# Liste des maires de Villeneuve-de-Berg

## Liste des maires
| Élu en | Identité           |
| ------ | ------------------ |
| 2020   | Sylvie Dubois      |
| 2014   | Christian Audigier |
| 2003   | Claude Pradal      |
| 1989   | Claude Dejean      |
| 1962   | Pierre Cornet      |
| 1955   | Lazare Durif       |
| 1945   | Émile Froment      |
| 1944   | Henri Bourret      |
| 1941   | Louis Raulet       |
| 1927   | Jules Rigaud       |

| Nommé ou Élu en | Identité                                 |
| --------------- | ---------------------------------------- |
| 1922            | Auguste Ressayre                         |
| 1896            | Édouard Maurel                           |
| 1894            | Camille Imbert                           |
| 1884            | Venant Deleuze                           |
| 1882            | Paul Ginhoux                             |
| 1876            | Camille Imbert                           |
| 1870            | Jean-François Bondan                     |
| 1863            | Ludovic Bertoye                          |
| 1859            | Auguste Frédéric Tourette                |
| 1848            | Jules-Marie Ollier                       |
| 1844            | Ludovic Bertoye                          |
| 1832            | Louis Cassien Maurel                     |
| 1830            | Pierre Auzépy                            |
| 1818            | Louis-Antoine Barruel                    |
| 1815            | Sébastien de la Boissière                |
| 1815            | Henri Dusserre                           |
| 1808            | Sébastien de la Boissière                |
| 1807            | Joseph-Laurent Hyppolite de la Boissière |
| 1806            | Louis-Antoine Barruel                    |
| 1804            | Charles de La Boissière                  |
| 1804            | Jean Champanhet                          |
| 1800            | Jean-François Perrotin                   |
| 1799            | André Chaze                              |
| 1798            | Pierre Bernardin Marze                   |
| 1795            | Louis Daizac                             |
| 1792            | Pierre-Philippe Landrau                  |
| 1792            | Pierre Dubois-Maurin                     |
| 1791            | Jean-Baptiste Malmazet de Saint Andéol   |
| 1790            | Louis Daizac                             |
| 1790            | François Lejeune                         |

## Compléments